# Badshah Munir Bukhari
Badshah Munir Bukhari ((UR) : بادشاہ منیر بخاری) (Chitral, 25 dicembre 1978) è un linguista, traduttore e poeta pakistano.
È insegnante di Linguistica e Letteratura Urdu presso l'Università di Peshawar. È l'unico linguista pakistano presente in ambito internazionale di lingua Urdu . È membro della Società Linguistica Americana e dell'Associazione internazionale di Fonetica. Ha contribuito ad aggiungere quattro nuovi suoni nella Lista IPA, scoperti in diversi dialetti parlati nella regione di Chitrali: nello Yadgha, nel Palola, nel Kalasha e nel Gwarbati.

## Autore di testi di linguistica
È il primo autore di un testo sui comparativi tra la lingua Urdu ed la lingua Khowar, dal titolo: "Analogie tra in Urdu e Khowar", parlate nella regione del Khyber Pakhtunkhwa. Il libro venne pubblicato nel 2003 ad Islamabad per concessione dell'Autorità nazionale di Linguistica Pakistana. Ha inoltre pubblicato altri tre libri. È anche editor della rivista, Research Journal Khayaban, della quale sono stati finora pubblicati ventotto volumi. Fu il primo ricercatore a formalizzare gli alfabeti di undici dialetti parlati a nord dell'Afghanistan, registrandoli presso l'Autorità Mondiale di Linguistica. Inoltre, ha anche formalizzato secondo le normative Uni, le lingue Urdu, Pashtu, Hindku, Dari e Khowar.

## Ricercatore fondamentale
Ha pubblicato finora 47 ricerche e 58 recensioni. I testi del Dr. Bukhari sono considerati fondamentali sia in sei università di fama mondiale, che in nove università del Pakistan. Ha conseguito giovanissimo il dottorato di ricerca, è membro del Comitato Nazionale dei Curriculum e del comitato Nazionale di Revisione dei Curriculum. Fu il primo ricercatore che ha formalmente introdotto corsi di fonetica in Pakistan ,attualmente seguiti da decine di studenti. Ha inoltre creato 24 corsi di formazione professionale, di cui 6 all'estero. Ha presentato le sue pubblicazioni in seminari e conferenze in Finlandia, Turchia, Corea del Sud, Cina, Inghilterra, Dubai e negli Stati Uniti d'America, conferenze grazie alle quali è stato nuovamente richiamato, sia in Turchia che in Corea. Fa parte del comitato di redazione di importanti riviste scientifiche nazionali e una internazionale. Fu il più giovane soprintendente della commissione, autorizzata dal ministero dell'istruzione, di linguistica e letteratura. Sotto la sua supervisione vennero condotti sette dottorati di ricerca e quattro ricerche M.Phil. Attualmente otto studiosi per il dottorato stanno realizzando le loro ricerche sotto la sua supervisione. Ha partecipato come lettore a 29, tra conferenze nazionali di ricerca e 25 tra conferenze internazionali, seminari e workshop. I suoi metodi di ricerca sono stati pubblicati in 19 diverse università e istituzioni. Ha una grande esperienza anche nel settore delle traduzioni informatiche. Fu lui nel 2005 a tradurre in Urdu le finestre del sistema operativo Microsoft Windows, del sistema operativo dei telefoni Nokia, e della versione in Urdu della piattaforma social, Facebook. Ha realizzato 25 progetti di ricerca, ciascuno dei quali finanziato per un valore di un milione di rupie. Ha ricoperto diverse cariche amministrative presso l'Università di Peshawar, mentre negli ultimi quattro anni è stato nominato Planning and Development Director, presso il ministero dell'istruzione. Ha preparato per le più importanti università pakistane un "Piano Educativo a Distanza", proposto dalla Commissione di istruzione superiore. Ha fondato l'Istituto di studi sulla pace e i conflitti, e un centro per l'invenzione sociale. Ha anche condotto sia un Survey Studies di linguistica nel Pakistan settentrionale e in Afghanistan, che un Citizen Satisfaction Survey, uno dei più grandi progetti di indagine mai condotti in Pakistan.
L'autorità nazionale della lingua pakistana ha pubblicato il suo libro sull'Urdu e il Khowar. Il suo dizionario Khowar - Urdu - Inglese, è una delle poche fonti disponibili sulla lingua Khowar. È anche l'editore della rivista di ricerca del dipartimento di linguistica di Urdu, Università degli Studi di Peshawar, NWFP, Pakistan.. È anche membro dell'organizzazione mondiale dei linguaggi. Nel 2004, il governo del Pakistan, gli conferì una medaglia per il suo contributo nel campo della ricerca linguistica.

## Lavoro
Ha progettato gli alfabeti di sette lingue, mai scritte in precedenza, ma parlate del nord del Pakistan e Afghanistan. È traduttore di lingua Urdu, Pashto, Khowar e Dari. Ha pubblicato libri di linguistica sulle seguenti lingue parlate sia nel nord del Pakistan che in Afghanistan:
- Dameli
- Domaaki
- Gawar-Bati
- Kalash
- Kashmiri
- Khowar
- Kohistani
- Nangalami
- Pashayi
- Palula
- Shina
- Shumashti
- Nuristani
- Askunu
- Kamkata-viri
- Tregami
- Vasi-Vari
- Waigali
- Dari,
- Pashto
- Urdu.

## Libri
- Come imparare la lingua Anther
- Metodologia della ricerca linguistica per le lingue del Pakistan e l'Afghanistan settentrionale
- Lingue del Pakistan
- Manuale di lingua Pashto
- Imparare l'Urdu in 45 giorni
- Imparare il Dari in 45 giorni
- Imparare il Pashto in 45 giorni
- Parlare il Pashto Pakistano
- Grammatica di lingua Khowar

## Ricerca
È anche un poeta di lingua Urdu. Ha contribuito alla creazione e alla pubblicazione di almeno il 5% di tutti i libri al centro dei quali vi è lo studio delle radici delle lingue attualmente parlate in Pakistan. Il suo contributo si concentra sulle somiglianze tra lingua Urdu e lingua Khowar.